# Lanka Premier League 2023
Die Lanka Premier League 2023 war die vierte Saison der Lanka Premier League, dem nationalen Twenty20-Cricket-Wettbewerb in Sri Lanka für Franchises. Sie wurde zwischen dem 30. Juli und dem 20. August 2023 ausgetragen und fand damit erstmals im ursprünglich vorgesehenen Zeitfenster statt, nachdem das Turnier die drei Jahre zuvor jeweils in den Winter verschoben wurde.

## Format des Wettbewerbs
Jede Mannschaft kann maximal sechs Nationalspieler in ihren Kader aufnehmen. Die fünf Mannschaften spielen in der Vorrunde jeweils zweimal gegeneinander. Unter ihnen ziehen die vier besten Teams in die Playoffs ein.

## Gruppen
Die Spielerauktion fand am 14. Juni 2023 statt. Vor der Auktion wurden einzelne Spieler mit einem Vorvertrag mit den einzelnen Teams ausgestattet. Diese waren Babar Azam, Fakar Zaman, Mathew Wade, Tabraiz Shamsi, Shakib Al Hasan und David Miller.
| Colombo Strikers | Dambulla Aura | Galle Titans | Jaffna Kings | B-Love Kandy |
| --- | --- | --- | --- | --- |
| - Niroshan Dickwella (K) - Babar Azam - Iftikhar Ahmed - Kavishka Anjula - Nipun Dhananjaya - Shashika Dulshan - Nuwanidu Fernando - Chamika Karunaratne - Eshan Malinga - Dhananjaya Lakshan - Yashodha Lanka - Ramesh Mendis - Mohammad Nawaz - Pathum Nissanka - Matheesha Pathirana - Angelo Perera - Wahab Riaz - Naseem Shah - Lakshan Sandakan - Movin Subasingha - Lorcan Tucker - Lahiru Udara - Jeffrey Vandersay - Ahan Wickramasinghe | - Matthew Wade - Noor Ahmad - Shahnawaz Dahani - Jehan Daniel - Lakshan Edirisinghe - Avishka Fernando - Binura Fernando - Ravindu Fernando - Dushan Hemantha - Sachitha Jayathilake - Praveen Jayawickrama - Hayden Kerr - Janith Liyanage - Pramod Madushan - Treveen Mathew - Kusal Mendis - Lungi Ngidi - Kavidu Pathirana - Kusal Perera - Alex Ross - Sadeera Samarawickrama - Wanuja Sahan - Dhananjaya de Silva - Manelker de Silva | - Shakib Al Hasan - Minod Bhanuka - Chad Bowes - Lasith Croospulle - Ben Cutting - Akila Dananjaya - Shevon Daniel - Sonal Dinusha - Anuk Fernando - Vishwa Fernando - Lahiru Kumara - Sohan de Livera - Mohammad Mithun - Avishka Perera - Seekkuge Prasanna - Ashan Priyanjan - Bhanuka Rajapaksa - Kasun Rajitha - Lahiru Samarakoon - Dasun Shanaka - Tabraiz Shamsi - Tim Seifert - Mohamed Shiraz - Pasindu Sooriyabandara | - David Miller - Charith Asalanka - Asitha Fernando - Asela Gunaratne - Rahmanullah Gurbaz - Zaman Khan - Pathum Kumara - Chris Lynn - Dilshan Madushanka - Nishan Madushka - Shoaib Malik - Asanka Manoj - Maheesh Theekshana - Thisara Perera - Ashan Randika - Ratnarajah Thenurathan - Nuwan Thushara - Hardus Viljoen - Theesan Vithushan - Vijayakanth Viyaskanth - Dunith Wellalage | - Mujeeb Ur Rahman - Asif Ali - Lasith Abeyratne - Sahan Arachchige - Ashen Bandara - Dushmantha Chameera - Dinesh Chandimal - Thanuka Dabare - Mohammad Haris - Wanindu Hasaranga - Mohammad Hasnain - Aamer Jamal - Lahiru Madushanka - Angelo Mathews - Kamindu Mendis - Navod Paranavithana - Nuwan Pradeep - Chaturanga de Silva - Avishka Tharindu - Malsha Tharupathi - Isuru Udana - Fakhar Zaman |

Die Auktion wurde am 14. Juni 2023 in Colombo abgehalten, bei der die fünf Franchises jeweils maximal 500.000 US-Dollar ausgeben durften. Jede Mannschaft durfte einen Kader von 20 bis 24 Spielern auswählen, darunter sechs Spieler aus Übersee und 14 bis 19 einheimische Spieler. Geld, das nicht aus für die Vorverträge ausgegeben wurde, konnte nicht auf die Auktion übertragen werden. Die Teams hatten auch eine Right-to-Match-Option für ihre Spieler, und das Geld dafür musste aus der Auktionskasse kommen. Zu jedem Zeitpunkt wurden Gebote nur jeweils von zwei Teams abgegeben, wobei ein drittes Team erst dann an der Gebotsabgabe teilnehmen durfte, wenn sich eines der ersten beiden Teams aus dem Verfahren zurückgezogen hatte.
Dilshan Madushanka war der teuersten Spieler der Auktion, als er von den Jaffna Kings für einen Rekordpreis von 92.000 US-Dollar gekauft wurde. Der Neuseeländer Chad Bowes wurde mit 58.000 US-Dollar zum teuersten ausländischen Spieler der Auktion.
Der Pool an möglichen Spielern war limitiert, da zur gleichen Zeit auch andere Twenty20-Ligen weltweit erwartet werden.

## Austragungsorte
R. Premadasa Stadium in Colombo und Pallekele International Cricket Stadium in Kandy wurden zu den Verhandlungsorten.
| Colombo |

| Kandy |

| Colombo |

| Kandy |

## Ergebnisse

### Vorrunde
Tabelle 
| Teams            | Sp. | S | N | NR | P  | NRR    |
| ---------------- | --- | - | - | -- | -- | ------ |
| Dambulla Aura    | 8   | 6 | 2 | 0  | 12 | +0.793 |
| Galle Titans     | 8   | 4 | 4 | 0  | 8  | +0.353 |
| B-Love Kandy     | 8   | 4 | 4 | 0  | 8  | +0.185 |
| Jaffna Kings     | 8   | 3 | 5 | 0  | 6  | −0.179 |
| Colombo Strikers | 8   | 3 | 5 | 0  | 6  | −1.215 |

### Playoffs

#### Spiel A
| 17. August Scorecard | Colombo (RPS) | Galle Titans 146 (20)              | – | Dambulla Aura 147-4 (19.4) |
|                      |               | Dambula Aura gewinnt mit 6 Wickets |   |                            |

Dambulla Aura gewann den Münzwurf und entschied sich als Feldmannschaft zu beginnen. Als Spieler des Spiels wurde Kusal Mendis ausgezeichnet.

#### Spiel B
| 17. August Scorecard | Colombo (RPS) | B-Love Kandy 188-8 (20)          | – | Jaffna Kings 127 (17.2) |
|                      |               | B-Love Kandy gewinnt mit 61 Runs |   |                         |

Jaffna Kings gewann den Münzwurf und entschied sich als Feldmannschaft zu beginnen. Als Spieler des Spiels wurde Wanindu Hasaranga ausgezeichnet.

#### Spiel C
| 19. August Scorecard | Colombo (RPS) | B-Love Kandy 157-7 (20)          | – | Galle Titans 123-8 (20) |
|                      |               | B-Love Kandy gewinnt mit 34 Runs |   |                         |

B-Love Kandy gewann den Münzwurf und entschied sich als Schlagmannschaft zu beginnen. Als Spieler des Spiels wurde Wanindu Hasaranga ausgezeichnet.

#### Finale
| 20. August Scorecard | Colombo (RPS) | Dambulla Aura 147-4 (20)           | – | B-Love Kandy 151-5 (19.5) |
|                      |               | B-Love Kandy gewinnt mit 5 Wickets |   |                           |

Dambulla Aura gewann den Münzwurf und entschied sich als Schlagmannschaft zu beginnen. Als Spieler des Spiels wurde Angelo Mathews ausgezeichnet.